# Echipa națională de fotbal a Tongăi
Echipa națională de fotbal a Tongăi reprezintă Tonga în competițiile fotbalistice organizate de FIFA și Confederația de Fotbal din Oceania. Nu s-a calificat la Campionatul Monndial și Cupa Oceaniei pe Națiuni, ci doar la Jocurile Sud-Pacifice. 

## Campionatul Mondial
- 1930 până în 1994 - nu a participat
- 1998 până în  2010 - nu s-a calificat

## Cupa Oceaniei pe Națiuni
- 1973 - nu a participat
- 1980 - nu a participat
- 1996 până în 2008 nu s-a calificat

## Jocurile Sud-Pacifice
- 1963 până în 1975 - nu a participat
- 1979 - Grupe
- 1983 - Grupe
- 1987 până în 1995 - nu a participat
- 2003 - Grupe
- 2007 - Grupe

## Antrenori
- Rudi Gutendorf (1981)
- Gary Phillips (2001)
- Heinave Kaifa (2002-2003)
- Milan Jankovic (2003-2005)
- Kilife Uele (2007-)

## Lot 2008
| Portari: - Kaneti Felela - Kinikini Kau - Kavakava Manumua Fundași: - Kava Huihahau - Lisaniasi Kainga - Folio Moeaki - Matana Paongo - Semisi Tuifangaloka - Kaliopasi Uele - Sione Ongoi Uhatahi | Mijlocași: - Lafaele Moala - Pio Palu - Kamaliele Papani - Sione Vea Tahitua - Tevita Takai - Sione Tovi - Mark Uhatahi Atacanți: - Unaloto Feao - Ilalio Leakona - Malakai Savieti - Kaisani Uhatahi |  |